# FK 보이보디나
FK 보이보디나(세르비아어: ФК Војводина)는 세르비아 제 2의 도시이자 세르비아 내 축구 클럽이 가장 많이 밀집한 보이보디나의 노비사드를 연고로 하는 축구 클럽이다. 현재 세르비아 수페르리가 소속이며 1914년 학생들에 의해서 창단된 세르비아 수페르리가에서 가장 오래된 축구 클럽이다. 유고슬라비아 1부 리그 시절에는 리그에서 두 번 우승한 적이 있다.

## 선수 명단

### 현역
참고: FIFA 자격 규정에 따라 소속된 국가대표팀 국기를 표시합니다. 선수는 복수의 FIFA 비회원국 국적을 가지고 있을 수 있습니다.
| 번호 | 포지션 | 국적             | 이름            |
| ---- | ------ | ---------------- | --------------- |
| 6    | DF     |                  | 사이드 코라크   |
| 14   | MF     | 코트디부아르     | 칼렙 자디 세리  |
| 19   | FW     | 콩고 민주 공화국 | 조나단 볼린기   |
| 26   | MF     | 몬테네그로       | 부칸 사비체비치 |

| 번호 | 포지션 | 국적   | 이름 |
| ---- | ------ | ------ | ---- |
| 99   | FW     | 앙골라 | 데푸 |

## 역대 감독
| 감독                  | 임기        |
| --------------------- | ----------- |
| 류비샤 브로치치       | 1952        |
| 토도르 베셀리노비치   | 1974 ~ 1977 |
| 륩코 페트로비치       | 1988 ~ 1990 |
| 륩코 페트로비치       | 1996 ~ 1997 |
| 블라디미르 페트로비치 | 2004        |
| 브란코 바비치         | 2009        |
| 브란코 바비치         | 2014        |